# كيرك فون أكرمان
كيرك فون أكرمان (بالإنجليزية: Kirk von Ackermann)‏ هو ضابط أمريكي، ولد في 1966، وتوفي في 2003.